# Rudeži
Rudeži – wieś w Chorwacji, w żupanii sisacko-moslawińskiej, w gminie Dvor. W 2011 roku liczyła 1 mieszkańca.